# Гендерный мейнстриминг
Гендерный мейнстриминг (от англ. gender mainstreaming) — долговременная стратегия в развитии организации, изначально учитывающая различные интересы и условия жизни мужчин и женщин в силу выполнения ими различных социальных и культурных гендерных ролей в обществе. Цель гендерного мейнстриминга заключается в том, чтобы преодолеть негативные воздействия существующих взаимоотношений между полами и обеспечить их равенство.
Согласно подписанному в 1997 году Амстердамскому договору, все страны, являющиеся членами Европейского союза, обязаны учитывать в своей политике принципы гендерного мейнстриминга.